# Mugello
Mugello – rejon geograficzny we Włoszech, w Toskanii, na północ od Florencji, z licznymi zamkami i średniowiecznymi zabytkami. Przez wieki należał do republiki Florencji. W Mugello swoje majątki posiadali między innymi Medyceusze.

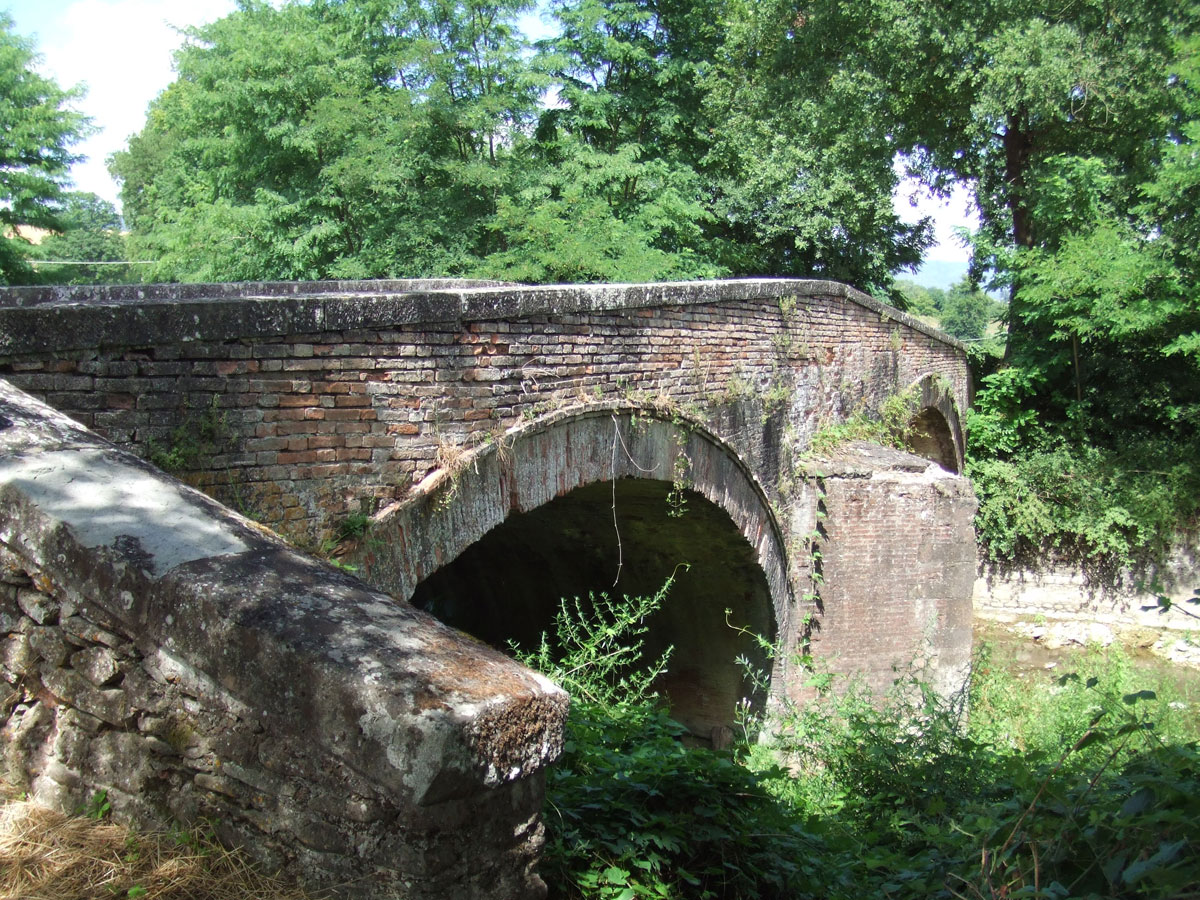
Most na drodze do Vicchio

Na obszarze Mugello leżą następujące gminy:
- Barberino di Mugello
- Borgo San Lorenzo
- Dicomano
- Pontassieve
- San Godenzo
- San Piero a Sieve
- Scarperia
- Vaglia
- Vicchio

Niedaleko Scarperia znajduje się znany tor wyścigowy Mugello Circuit, należący do firmy Scuderia Ferrari. W Mugello odbywał się także 7 etap Tour d`Italia 2007.